# Azure Lake (British Columbia)
Der Azure Lake ist ein See im zentralen Osten der kanadischen Provinz British Columbia.

## Lage
Der Azure Lake befindet sich in den Cariboo Mountains auf einer Höhe von 682 m. Er liegt im Wells Gray Provincial Park. Der See hat eine Längsausdehnung in Ost-West-Richtung von 24 km. Die maximale Breite liegt bei 2,6 km. Er besitzt eine Wasserfläche von 30,4 km². In den See münden mehrere gletschergespeiste Flüsse, darunter der Azure River und der Angus Horne Creek. Ein 200 m langer Flussabschnitt des Azure River bildet vom westlichen Seeende den Abfluss zum Clearwater River. Der See wird meist per Motorboot vom südlichen Ende des Clearwater Lake aus erreicht. Kanuten müssen eine 500 m lange Portage zwischen den beiden Gewässern bewältigen. Es gibt einfache Zeltplätze am Seeufer.

## Seefauna
Im See kommen Regenbogenforellen vor.